# Божидар Боки Милошевић
Божидар „Боки“ Милошевић (Прокупље, 31. децембар 1931 — Београд, 15. април 2018) био је српски кларинетиста, шеф Народног оркестра Радио-телевизије Београд, професор музичке школе „Јосип Славенски” и члан Београдске филхармоније.

## Биографија и каријера
Рођен је у Прокупљу у кући оца земљорадника Крсте (1892—1968) и мајке домаћице Видосаве (1896—1971). По завршетку основне школе, 1947. године, почиње самоук да свира кларинет. Долази у Београд 1950. године, где дипломира и магистрира кларинет на Музичкој академији у класи професора Брун Бруна. Уједно је и радио у Народном оркестру Радио-телевизије Београд, који је водио Властимир Павловић Царевац. Од 1950. године почиње његова успешна музичка каријера. Студирао је енглески језик на Филозофском факултету у Београду, а исте 1950. године у Музичкој школи Јосип Славенски у Београду, код професора Фрање Партлића, полаже први разред припремне наставе и аутоматски уписује други разред. Постаје члан секстета Душка Радетића, од његовог оснивања 1951. године у Радио Београду. Музички уредник Радио Београда, Ђорђе Караклајић, 1951. оснива Велики народни оркестар РТБ (и бива његов први диригент) који је на сериозни начин обрађивао југословенске народне мелодије. Оркестром су дириговали и Душан Сковран, ректор Музичке академије у Београду, и Ђура Јакшић, директор Музичке школе Јосип Славенски у Београду. Божидар Милошевић свирао је и у том оркестру редовно. Од 1952. до 1956. године школовао се у Средњој музичкој школи Јосип Славенски . У периоду од 1955—1958. године свирао је и у Гудачком оркестру РТБ под управом Илије Генића—Баћка.
Након смрти Властимира Павловића Царевца 1965. године, виолиниста Миодрага Радета Јашаревића постаје нови шеф Народног оркестра Радио—телевизије Београд. Божидар Боки Милошевић и даље свира у том оркестру као солиста на кларинету.
У периоду од 1956 – 1960. студирао је на Музичкој академији у Београду са првом генерацијом кларинетиста (Ернест Ачкун, Михаило Живановић, Миленко Стефановић) у класи реномираног професора Бруно Бруна. Након тога уписује магистарске студије, 1960. године, а завршава их 1963. године. Бавио се педагошким радом, ради као професор кларинета у Музичкој школи Јосип Славенски, која је била при Музичкој академији у Београду. Од 1966. године прелази у Београдску филхармонију где бива њен члан и солиста.
После погибије виолинисте Миодрага Радета Јашаревића, Божидар Милошевић 1976. године постаје шеф већ чувеног Народног оркестра Радио—телевизије Београд и ту ради све до пензионисања, 1980. године. Био је 30 година инструментални солиста овог оркестра.
Три пута се женио. Има четворо деце. Син Милан је кларинетиста и диригент и музички директор Ванкувер колеџа у Канади, а ћерка Ксенија и Тијана су концертмајстори Београдске филхармоније. Био је ожењен Биљаном из Градишке. Добио је и држављанство Републике Српске, чиме се поносио.
Преминуо је 15. априла 2018. године у Београду, у 87. години живота. Сахрањен је у Алеји заслужних грађана на Новом гробљу у Београду.

## Турнеје и концерти
Као солиста, извођач, имао је турнеје и концерте по целом свету. Педесетих година наступао је у Израелу, у Лондону, Бечу, Берлину, у Сједињеним Државама, у Колумбији, Гватемали, Канади и Мексику. Током турнеје у Совјетском савезу 1971. године компонује Влашку олују.

## Награде и фестивали
- Трећа награда на Омладинском такмичењу кларинетиста у Љубљани, 1956.
- Специјална награда на такмичењу младих уметника Југославије (класична музика), Загреб, 1959.
- Орден рада са сребрним венцем за изузетне доприносе у ширењу музичке културе од председника Јосипа Броза Тита, 1971.
- Оскар популарности 1999. године, Радио Тв Ревија (2001, 2005, 2006. и 2008).
- Награда Виктор ("Јесењин") за најбољег инструменталисту, 2002. и 2003. године РТВ Нови Сад.
- Мелко (17 узастопних година, почев од 1981.), најбољи инструменталиста у народној музици, Удружење народне и забавне музике, Београд.[8]
- Статус изузетног уметника, Савез народне и забавне музике, Београд.
- Признање за неговање музичке баштине Срба, клуб Југословена Њујорк—Чикаго, јуна 1994. године
- Награда Маестро интернационал, 2008, додељује Међународни Музички центар Београда.
- Удружење за неговање традиције и очување баштине Ниша Стари Ниш – Европа концерт Ниш додељују Мајсторско писмо за животно дело Божидару Милошевићу, за изузетан и свеукупан * допринос очување српске традиције и културе и неговање изворне песме и музике српског народа, 5. децембар 2008. године.[4]
- Златни беочуг за трајни допринос култури Београда, 26. јануар 2000. године од Културно-просветне заједнице Београда.
- Прва награда на Београдском сабору 1972. године, са композицијом Чуново оро.
- Интернационални музички фестивал кларинетиста у Тунису, јуна 1973. године у конкуренцији кларинетиста из целог света (учествовало је 25 нација), својом композицијом Коштанин мекам чочек осваја прву награду. Награду му је лично уручио председник Туниса, Хабиб Бургиба.
- Фестивал у Сарајеву, Илиџа 1973. године композицијом Коштанин мекам чочек, осваја прву награду.
- Фестивал Илиџа 1974, композицијом Пастирска балада, постаје троструки победник: Прва награда за композицију, аранжман и извођење.
- Београдски сабор 1974, композицијом Оријентална елегија осваја прву награду.
- Фестивал народне музике у Паризу 1975. године, са композицијом Зов са планине осваја прву награду стручног жирија.
- Београдски сабор 1975, композицијом Радивоја Лазића Ђачко оро осваја прву награду.
- Естрадно-музичка награда за животно дело Савеза естрадно-музичких уметника Србије, 2017.

## Дискографија

### Албуми
- Боки (1974) (ПГП РТБ)
- Жал за младост (1977) (ПГП РТБ)
- Од Чочека до Бетовена (1981) (ПГП РТБ)
- Грачаничко - Са, са (1983) (ПГП РТБ)
- Балканска рапсодија (1988) (ПГП РТБ)
- The art of Boki Milošević - Од чочека до Моцарта (1994) (Продукција Јужни ветар)
- Наша песма (1997) (ПГП РТС)
- Мостови Београда (1999) (Гранд продукција)
- The art of Boki Milošević (2003) (Гранд продукција)
- Породични албум (2006) (Гранд продукција)
- The best of Boki Milošević - Од чочека до Моцарта (2010) (Гранд продукција)
- The art of Boki Milošević (2012) (Сезам продукција)

### ЕП и синглови
- Чочек (ЕП) (1969) (ПГП РТБ)
- Шишићево коло (ЕП) (1970) (ПГП РТБ)
- Влашка олуја (ЕП) (1971) (Југотон)
- Жал за младост / Керемејле (EП) (1973) (ПГП Радио Крушевац)
- Концерт за кларинет и џез оркестар / Странац на обали (Сингл) (1973) (ПГП Радио Крушевац)
- Оријентална елегија / Шеретско коло (Сингл) (1973) (ПГП РТБ)
- Менует из кларинет квинтета / Арија са варијацијама (1973) (ПГП Радио Крушевац)
- Оро чуново (ЕП) (1973) (ПГП Радио Крушевац)
- Албум III / Увело лишће (ЕП) (1973) (ПГП Радио Крушевац)
- Пастирска балада / Сутон на југу (Сингл) (1974) (ПГП РТБ)
- Кораци / Девојка на киши (Сингл) (1974) (ПГП РТБ)
- Зов са планине / Надметање (Сингл) (1975) (ПГП РТБ)
- Ђачко оро (Сингл) (1976) (Студио Б)
- Девојачка игра / Европа (Сингл) (1978) (Југотон)

### Компилације
- Каталог (1973) (ПГП Радио Крушевац)
- The art of Boki Milošević - Од чочека до Моцарта (1994) (Јужни ветар)